# Милаково (гмина)
Милаково (пол. Miłakowo) — городско-сельская гмина (волость) в Польше, входит как административная единица в Острудский повет, Варминьско-Мазурское воеводство. Население — 5564 человека (на 2018 год).

## Демография
| Перепись                       | Всего   | Всего | Женщины | Женщины | Мужчины | Мужчины |
| ------------------------------ | ------- | ----- | ------- | ------- | ------- | ------- |
| Единицы                        | человек | %     | человек | %       | человек | %       |
| Население                      | 5769    | 100   | 2897    | 50,2    | 2872    | 49,8    |
| Плотность населения (чел./км²) | 36,2    | 36,2  | 18,2    | 18,2    | 18      | 18      |

## Сельские округа
1. Беняше
2. Богухвалы
3. Глодувко
4. Гудники
5. Хенрыково
6. Ксёнжник
7. Мыслаки
8. Нове-Мечиславы
9. Питыны
10. Полькайны
11. Рацишево
12. Рое
13. Ружново
14. Старе-Болиты
15. Трокайны
16. Варкалы
17. Варкалки

## Поселения
1. Неглавки
2. Поезерце
3. Понары
4. Сонглево
5. Гильгине
6. Клюгайны
7. Войцехы
8. Клодзин
9. Нарыйски-Млын
10. Мейски-Двур
11. Варны

## Соседние гмины
1. Гмина Годково
2. Гмина Любомино
3. Гмина Моронг
4. Гмина Орнета
5. Гмина Свёнтки